# Krydderi
Et krydderi er en pulveriseret eller tørret plante eller plantedel, der tilsættes maden for at fremhæve en bestemt smag eller for at tilføre den en anden smag. Alternativt kan friske krydderurter anvendes. Mange krydderier har den positive bieffekt, at de er bakteriedræbende. En del af dem er også fordøjelsesforbedrende.
Før i tiden, da transport var yderst besværlig, var krydderier en stor luksus. Mange krydderier blev transporteret på kamelryg ad Silkevejen fra Orienten til Europa.
I bl.a. Europa, Ægypten, Mesopotamien, Indien, Kina er der i årtusinder blevet anvendt krydderier.